# Hoja de trabajo
La hoja de trabajo es una herramienta contable también conocida con el nombre de estado de trabajo, considerada como un borrador de trabajo para el contador, que facilita al usuario la elaboración de los estados financieros, sirve de guía para hacer con seguridad y rapidez los asientos de ajustes, a la vez permite analizar los movimientos en los cargos y abonos.

## Estructura
La hoja de trabajo se desarrolla en una hoja tabular de 12 columnas, la cual tiene la siguiente estructura:
- Encabezado: formado por el nombre o razón social de la organización, el nombre del documento y la fecha del período en el cual se realiza.
- Número de orden de las cuentas.
- Nombre de las cuentas con su código.Imagen correspondiente a una hoja de trabajo, formato adecuado y elaboración completa

A su vez consta de dichas columnas:

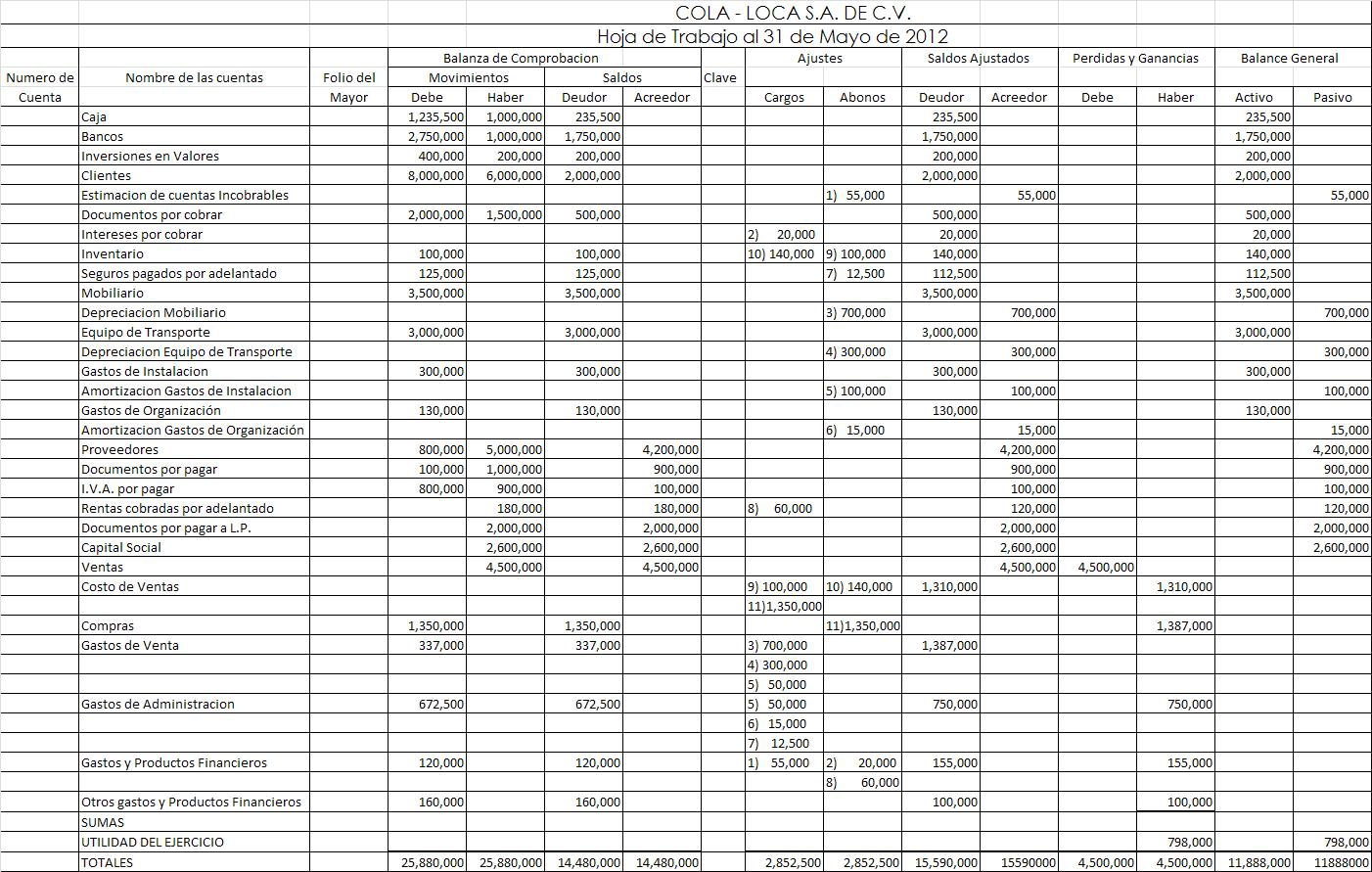
Imagen correspondiente a una hoja de trabajo, formato adecuado y elaboración completa

- Balance de comprobación. Asentada en las dos primeras columnas, en las cuales se registra la balanza de comprobación con los movimientos y saldos ya sean deudores o acreedores en ambas partes.[1]
- Ajustes. Compuesta por las columnas quinta y sexta, que se utilizan para anotar los asientos de ajustes, ya sean cargos o abonos.[1]
- Saldos ajustados. Las columnas séptima y octava se destinan para anotar los saldos que quedan en las cuentas como resultado de los asientos de ajuste, en la primera se asientan los saldos deudores y en la segunda los acreedores.[1]
- Asientos de Pérdidas y ganancias. Las columnas novena y décima se utilizan para anotar los asientos de pérdidas y ganancias, en la primera se registran los cargos y en la segunda los abonos.[1]
- Balance previa al balance general. Las columnas undécima y duodécima se utilizan para asentar los saldos que quedan en las cuentas después de haber hecho los asientos de pérdidas y ganancias, registrando en la primera de ellas los saldos deudores y en la segunda, los acreedores.[1]

## Objetivo
La hoja de trabajo solo la usan los contribuyentes formales, los especiales no son necesarios. Se elabora con la finalidad de verificar la exactitud de los registros contables, hacer las correcciones necesarias en el momento más oportuno, llevar a cabo los ajustes correspondientes y ordenar la información para presentar los estados financieros, los cuales son importantes por la información que en ellos se maneja y que logran revelar el comportamiento de una organización.

## Balance de comprobación

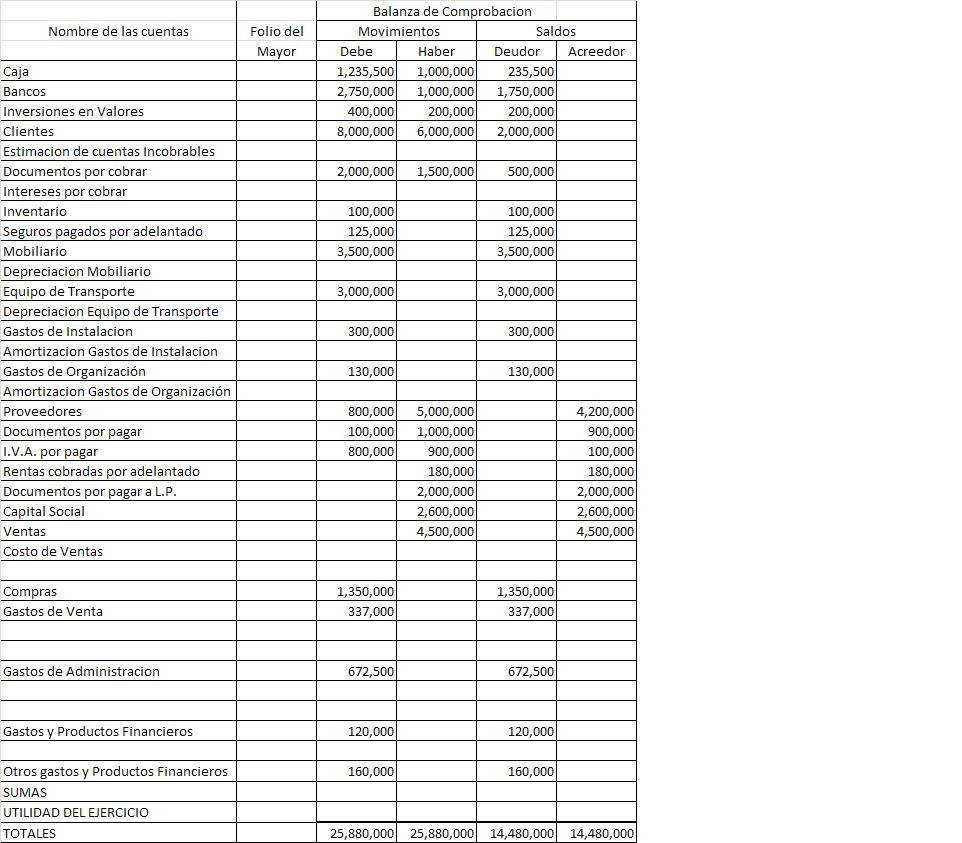
Balance de comprobación, en ella se observan las sumas correctas de los saldos deudor y acreedor.

Es un documento contable en el cual se enumeran las cuentas de mayor general que se elaboran al cierre del período contable, que contiene los movimientos y saldos deudor y acreedor de las operaciones económicas que afectan o modifican la información financiera de la entidad.
El objetivo de la balanza de comprobación tiene como finalidad comprobar que el registro que se ha realizado de las operaciones y la afectación contable de las transacciones económicas realizadas por una entidad económica en un cierto tiempo, ha cumplido con la partida doble; y las sumas coinciden con las columnas del cargo y del abono.

## Ajustes
Son los asientos contables formulados para modificar el saldo deudor o acreedor que tengan para reflejar su verdadera naturaleza de deudor a acreedor y viceversa de dos o más cuentas que, por alguna circunstancia, no reflejan el saldo real en un momento determinado.
Los ajustes tienen por objeto corregir todas aquellas situaciones o dar cumplimiento a reglas de valuación de los diversos conceptos que integran los estados financieros, algunos ejemplos de estas situaciones son, dar de baja en libros cualquier partida, considerar algunas depreciaciones y amortizaciones que se hayan quedado fuera y que no revelen el valor real de las cuentas de activos fijos.

## Tipos de ajuste

### De la cuenta de caja
El saldo de la cuenta de caja al término del ejercicio contable debe coincidir con la cantidad física existente de efectivo que se encuentre en la misma, para comprobar esto es necesario realizar un arqueo de caja, que consiste en el recuento físico de billetes, monedas y comprobantes.

### De la cuenta almacén
El saldo de la cuenta de almacén representa la existencia de mercancías, dicho saldo no siempre coincide con el valor del inventario físico, debido a varios motivos como: Ajustes por mercancías en malas condiciones, una mala asociación de costos gastos con ingreso, que haya mermas de mercancías, etcétera.

### Por pagos y cobros anticipados
El pago por pagos anticipados representa un beneficio futuro, que se obtendrá por el paso del tiempo, por el uso o consumo de los bienes o servicios por los que se haya pagado.

### Por acumulación de activo y pasivo
Producto de las operaciones realizadas, y cumpliendo con el principio de periodo contable, deben de registrarse todos aquellos derechos a cobrar algo (activo), para así reconocer contablemente los derechos de cobro, se deben de registrar en el momento en que se tenga noción del derecho.

### Por estimación para cuentas de cobro dudoso
Son aquellas estimaciones que realiza una empresa de acuerdo a su experiencia y que el pago al que tiene derecho, no es factible ya que puede no recuperarlo. el porcentaje es del 3% sobre todas las cuentas dudosas de cobro 
25

### Por depreciaciones y amortizaciones
Este ajuste corresponde a la recuperación del costo de un activo fijo tangible que, a través del tiempo y del uso, reduce su vida útil y su valor comercial. Esta recuperación se logra cargando a la cuenta correspondiente de activo fijo y abonando a la cuenta complementaria de activo, depreciación acumulada.
Para la amortización es similar solo que en este caso se aplican a cargos diferidos en vez de activos intangibles, se abona a la cuenta complementaria de activo, amortización acumulada.
En la depreciación y amortización no se recupera el dinero invertido por dichos activos, solo se reconoce el costo de los mismos con su precio.

## Balance de saldos ajustados
Se elabora mediante el cierre de saldos deudor y acreedor, de las cuentas de la balanza de comprobación con los ajustes obtenidos durante un período ya sea anual, mensual y cuyo objetivo es demostrar el saldo real de las cuentas.

## Pérdidas y ganancias
Estas cuentas ya no son llamadas pérdidas y ganancias en el 2012 salió la ley de llamarlos ingresos y gastos llamando a ingresos a ganancias y gastos a las pérdidas claro que aun no lo han utilizado muchos contadores aún. 
Esta cuenta es conocida como la liquidadora, ya que demuestra y registra aumentos y disminuciones en las cuentas de ingresos, gastos, costos y productos financieros, que salda al final de un Estado de perdidas y ganancias, en el cual se puede observar la utilidad de una entidad económica, comparando sus ventas obtenidas en un cierto periodo menos sus costos, gastos, productos que hayan ocasionado. ]]período para demostrar la utilidad o pérdida del ejercicio del cual se esté trabajando, se carga a todas las cuentas de gastos, costos e ingresos y se abona a la de ventas y productos financieros si el resultado es deudor significa pérdida y si es acreedor es utilidad.